# ライブ・フロム・バグダッド 湾岸戦争最前線
『ライブ・フロム・バグダッド 湾岸戦争最前線』（原題：LIVE FROM BAGHDAD）は、アメリカ合衆国のテレビ映画。
作品自体高い評価を受けてプライムタイム・エミー賞 作品賞 (テレビ映画部門)にノミネートされた。

## キャスト
| 役名                         | 俳優                       | 日本語吹替 |
| ---------------------------- | -------------------------- | ---------- |
| ロバート・ウィナー           | マイケル・キートン         | 手塚秀彰   |
| イングリッド・フォーマネック | ヘレナ・ボナム＝カーター   | 児玉孝子   |
| ナージ・アル＝ハディーシー   | デヴィッド・スーシェ       | 北川勝博   |
| ジュディ・パーカー           | リリ・テイラー             | 出口佳代   |
| マーク・ビーロ               | ジョシュア・レナード       |            |
| トム・マーフィー             | マイケル・カドリッツ       |            |
| リチャード・ロス             | ハミッシュ・リンクレイター |            |
| ピーター・アーネット         | ブルース・マッギル         | 小山武宏   |
| ニック・ロバートソン         | マット・キースラー         |            |
| バーナード・ショウ           | ロバート・ウィズダム       |            |
| エド・ターナー               | ポール・ギルフォイル       |            |
| ジョー・エルリッチマン       | トム・アマンデス           |            |
| ウィル・キング               | チェット・グリッソム       |            |
| トム・ジョンソン             | マイケル・マーフィー       |            |
| ファティマ                   | パメラ・シナ               |            |
| イーソン・ジョーダン         | クラーク・グレッグ         | 近藤隆     |
| インキー                     | カート・フラー             |            |
| ジョン・ホリマン             | ジョン・キャロル・リンチ   |            |